# 栗柄凤尾蕨
栗柄凤尾蕨（学名：Pteris plumbea）为凤尾蕨科凤尾蕨属下的一个种。

## 扩展阅读
- 維基物種上的相關：栗柄凤尾蕨